# Renault DeZir
De Renault DeZir is een elektrische conceptauto gemaakt door het Franse merk Renault. De DeZir is werd voor het eerst aan het publiek getoond tijdens de Mondial de l'Automobile van 2010. De auto is een tweezits-coupé met vleugeldeuren. Zowel het exterieur als het interieur is rood. De DeZir beschikt over een elektromotor met een vermogen van 148 pk die de auto een topsnelheid van 180 km/h geeft. De hoofdletter "Z" in de naam is een verwijzing naar de Renault Z.E. (Zero Emission) filosofie.

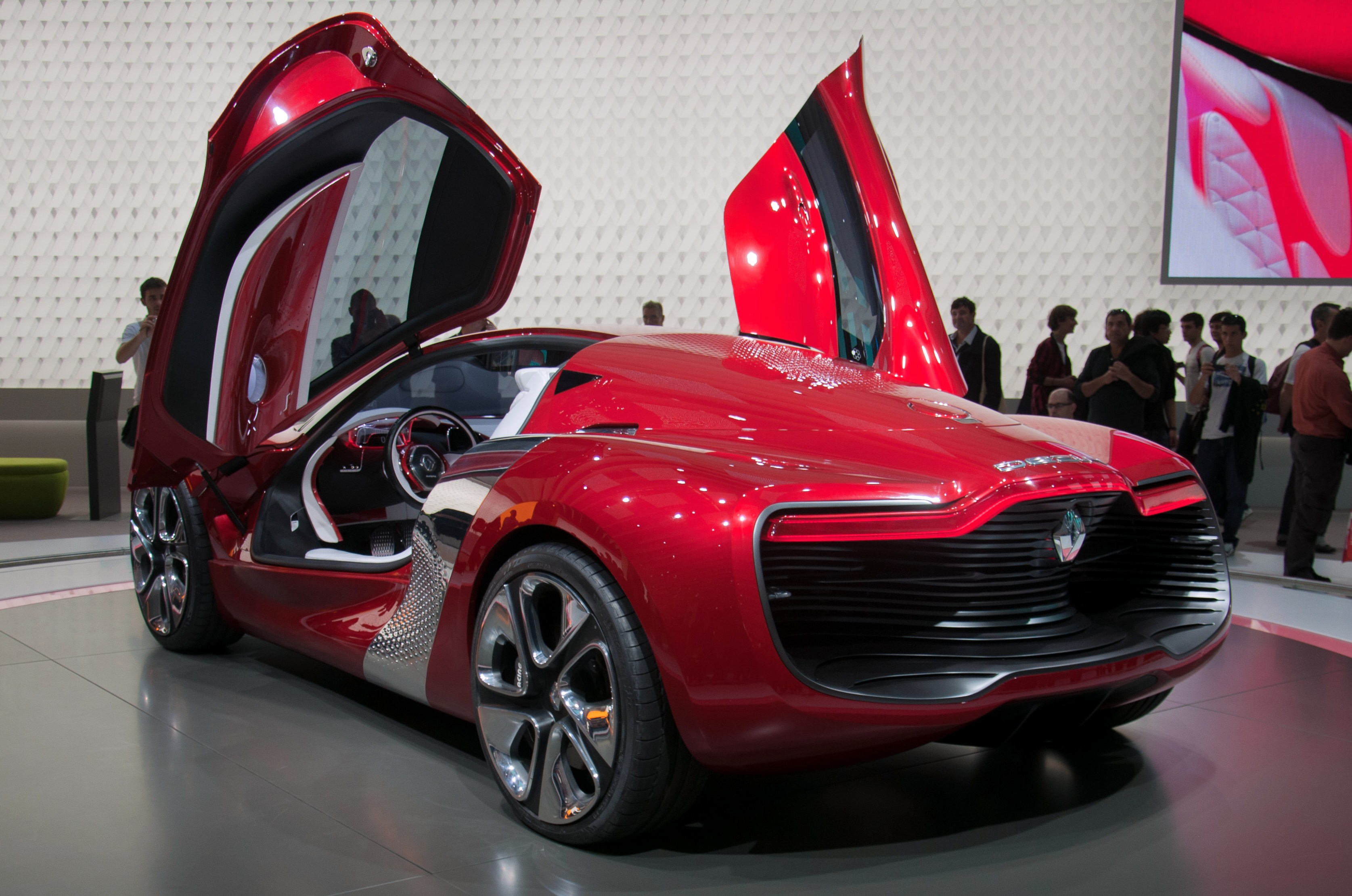
De DeZir met geopende deuren